# A Winter Garden: Five Songs for the Season
A Winter Garden: Five Songs for the Season é um EP da cantora e compositora canadense Loreena McKennitt, lançado em 1995.
Das cinco faixas do álbum, três são canções tradicionais de natal e duas são composições originais de McKennitt, que musicou um poema escrito pelo poeta canadense Archibald Lampman ("Snow") e uma poesia tradicional inglesa ("Seeds of Love").
| Críticas profissionais                                                      | Críticas profissionais |
| Avaliações da crítica                                                       | Avaliações da crítica  |
| Fonte                                                                       | Avaliação              |
| --------------------------------------------------------------------------- | ---------------------- |
| Allmusic                                                                    | [ 2 ]                  |
| eMusic                                                                      | [ 3 ]                  |
| Esta tabela precisa de ser acompanhada por texto em prosa. Consulte o guia. |                        |

## Faixas
1. "Coventry Carol" (Tradicional)
2. "God rest ye merry gentlemen" (Tradicional)
3. "Good King Wenceslas"  (Tradicional)
4. "Snow"  (Loreena McKennitt / Archibald Lampman)
5. "Seeds of Love" 5:58 (Loreena McKennitt / Tradicional)

## Desempenho nas paradas

### Álbum
| Paradas (1995)         | Melhor posição. |
| ---------------------- | --------------- |
| Heatseekers            | 20              |
| Top World Music Albums | 2               |